# Regeringen Valdis Dombrovskis III
Regeringen Valdis Dombrovskis III udgør Letlands regering fra den 25. oktober 2011. Den består af 14 ministre, fem fra Vienotība, fire fra Zatlera Reformu partija, to fra Nacionālā apvienība "Visu Latvijai!"—"Tēvzemei un Brīvībai/LNNK" samt tre politisk uafhængige ministre. Regeringen ledes af premierminister Valdis Dombrovskis, og er den tredje regering han leder efter hinanden, hvilket er første gang i Letlands politiske historie, at tre på hinanden følgende regeringer ledes af samme premierminister.

## Ministre i regeringen
| Portefølje                               | Minister                              | Periode                          |  |
| ---------------------------------------- | ------------------------------------- | -------------------------------- |  |
| Premierminister                          | Valdis Dombrovskis                    | 25. oktober 2011 —               |  |
| Forsvarsminister                         | Artis Pabriks                         | 25. oktober 2011 —               |  |
| Udenrigsminister                         | Edgars Rinkēvičs                      | 25. oktober 2011 —               |  |
| Økonomiminister                          | Daniels Pavļuts                       | 25. oktober 2011 —               |  |
| Finansminister                           | Andris Vilks                          | 25. oktober 2011 —               |  |
| Indenrigsminister                        | Rihards Kozlovskis                    | 25. oktober 2011 —               |  |
| Minister for uddannelse- og videnskab    | Roberts Ķīlis                         | 25. oktober 2011 —               |  |
| Kulturminister                           | Žaneta Jaunzeme-Grende                | 25. oktober 2011 —               |  |
| Velfærdsminister                         | Ilze Viņķele                          | 25. oktober 2011 —               |  |
| Transportminister                        | Aivis Ronis                           | 25. oktober 2011 — 1. marts 2013 |  |
| Transportminister                        | Anrijs Matīss                         | 1. marts 2013 —                  |  |
| Justitsminister                          | Gaidis Bērziņš                        | 25. oktober 2011 — 21. juni 2012 |  |
| Justitsminister                          | Žaneta Jaunzeme-Grende (konstitueret) | 21. juni 2012 — 5. juli 2012     |  |
| Justitsminister                          | Jānis Bordāns                         | 5. juli 2012 —                   |  |
| Sundhedsminister                         | Ingrīda Circene                       | 25. oktober 2011 —               |  |
| Minister for miljø og regional udvikling | Edmunds Sprūdžs                       | 25. oktober 2011 —               |  |
| Landbrugsminister                        | Laimdota Straujuma                    | 25. oktober 2011 —               |  |

## Regeringspartierne
|  | Parti                                                            | Periode            |
|  | ---------------------------------------------------------------- | ------------------ |
|  | Vienotība                                                        | 25. oktober 2011 — |
|  | Zatlera Reformu partija                                          | 25. oktober 2011 — |
|  | Nacionālā apvienība "Visu Latvijai!"—"Tēvzemei un Brīvībai/LNNK" | 25. oktober 2011 — |